# Katastrophe von Bhopal
Koordinaten: 23° 16′ 51″ N, 77° 24′ 38″ O

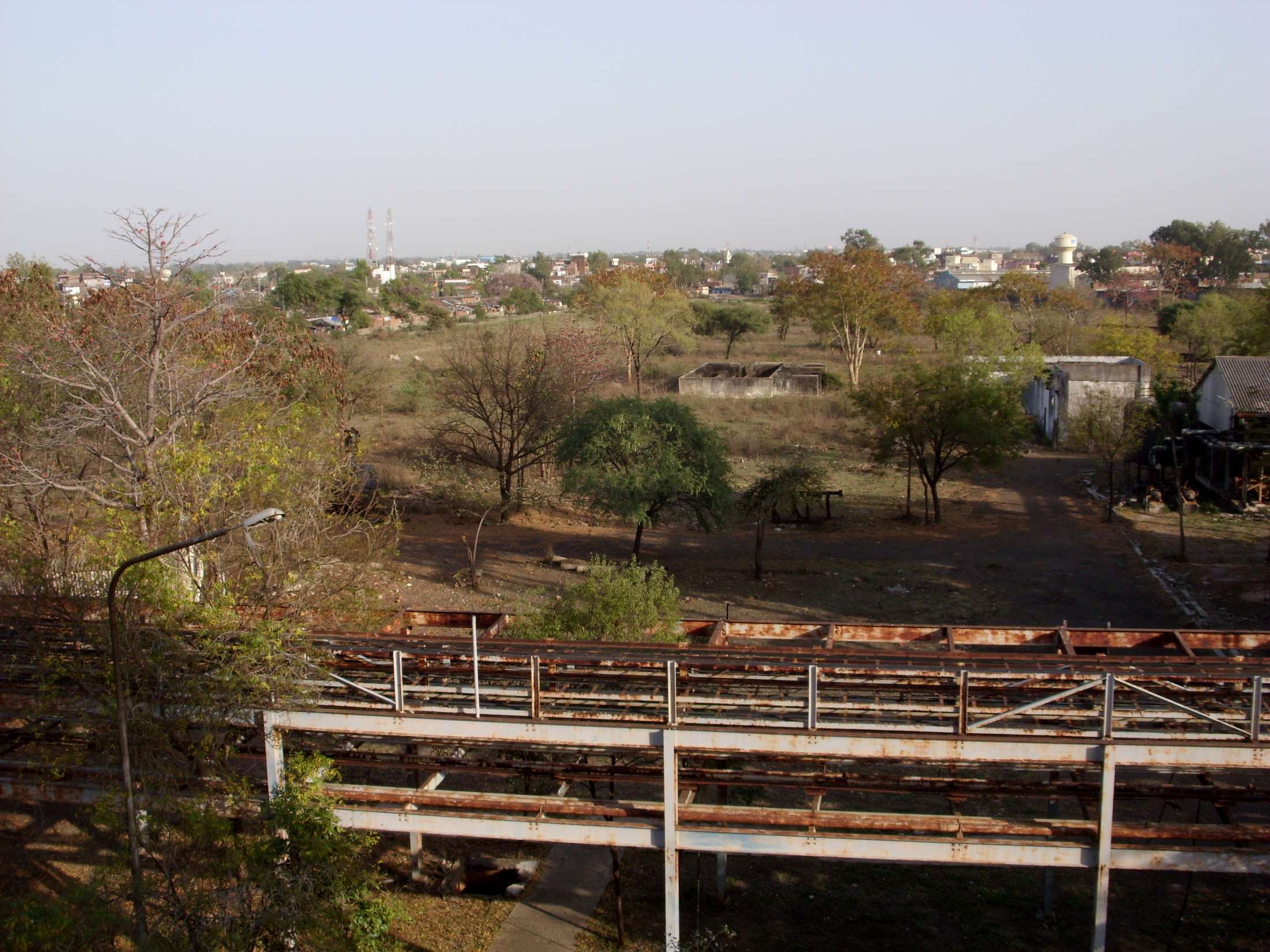
Blick über das ehemalige Fabrikgelände mitten in Bhopal (2010)

Die Katastrophe von Bhopal, auch Bhopalunglück, ereignete sich am 3. Dezember 1984 im indischen Bhopal, der Hauptstadt des Bundesstaats Madhya Pradesh. In einem Werk des börsennotierten indischen Unternehmens Union Carbide India Limited, kurz UCIL, entwichen aufgrund menschlicher Fehler mehrere Tonnen giftiger Stoffe in die Atmosphäre. Das Unglück war die bisher schlimmste Chemiekatastrophe und eine der bekanntesten Umweltkatastrophen der Geschichte. Tausende Menschen starben an ihren unmittelbaren Folgen.
UCIL war 1984 zu 51 Prozent in Besitz des US-Chemiekonzerns Union Carbide Corporation, UCC. Die restlichen Aktien befanden sich im Besitz des indischen Staates, indischer Finanzinstitute und privater Investoren in Indien.

## Vorgeschichte
Ab 1977 hatte der Konzern im zentralindischen Bhopal jährlich 2500 Tonnen des Schädlingsbekämpfungsmittels Carbaryl (Handelsname Sevin) produziert. Die Anlage war für eine Kapazität von 5000 Tonnen ausgelegt. Jedoch ging der Absatz des Mittels Anfang der 80er-Jahre weiter zurück. Deshalb wurden Kosten gesenkt, z. B. indem Personal reduziert, Wartungsintervalle verlängert und billigere Austauschteile aus einfachem Stahl anstelle von Edelstahl verwendet wurden. Schließlich wurde eine Schließung der Fabrik ins Auge gefasst.

## Verlauf
Das Unglück wurde dadurch ausgelöst, dass wegen eines defekten Ventils etwa eine Tonne Wasser in den Tank mit 40 Tonnen Methylisocyanat geriet. Dies führt zu einer stark exothermen Reaktion mit Gasbildung und folglich zu einem Überdruck im Tank. Verschiedene Sicherheitsvorkehrungen waren zum Zeitpunkt des Unglücks außer Betrieb, ein Gaswäscher zur Neutralisation freigesetzten Methylisocyanats war drei Wochen zuvor abgeschaltet worden, ein Gasfackel-Sicherungssystem schon drei Monate zuvor. Eine große Kühleinheit, die den Tank eigentlich kühlen sollte, war ebenfalls außer Betrieb, da das Kühlmittel abgelassen wurde, um es anderswo zu verwenden. Am Abend des 2. Dezember gegen 23 Uhr bemerkte ein Mitarbeiter der Anlage eine geringfügige Freisetzung von Methylisocyanat sowie einen Druckanstieg im Tank. Am 3. Dezember gegen 1 Uhr morgens zerstörte der Überdruck ein Sicherheitsventil, was zur Freisetzung großer Mengen von gasförmigem Methylisocyanat führte, die sich in der Umgebung verteilten und zu schweren Vergiftungen von Menschen und Tieren führten. Schätzungen zufolge starben etwa 3800 Menschen sofort und insgesamt bis zu 10000 innerhalb weniger Tage nach dem Unglück.

## Methylisocyanat

Reversible Reaktion von Methylisocyanat mit Glutathion

Methylisocyanat verursacht bei Exposition Verätzungen der Schleimhäute, Augen und Lungen, jedoch wurden bei Bhopalopfern vielfach auch schwere Verätzungen innerer Organe gefunden. Dieser Befund war insofern überraschend, als Methylisocyanat zu reaktiv ist, um unverändert in den Kreislauf zu gelangen. Seine direkte Toxizität resultiert aus der Fähigkeit, zahlreiche nukleophile Gruppen stoffwechselaktiver Biomoleküle anzugreifen. Der Mechanismus für den Transport wurde 1992 entdeckt. Demnach kann Glutathion, ein Tripeptid, dessen Aufgabe es eigentlich ist, den Organismus vor der Schädigung durch toxische Substanzen zu schützen, Methylisocyanat reversibel an die Mercaptogruppe addieren und damit im Körper transportieren.

## Weitere Ursachen und Folgen

### Reaktion des Wassers mit MIC
Grundlegende Ursache des Unglücks war eine stark exotherme Reaktion des gelagerten MIC mit Wasser im Lagertank 610 des Werks. Nach Angaben von Union Carbide Corporation müssen damals zwischen 450 und 900 Liter Wasser in den Lagertank gelangt sein. MIC reagiert mit Wasser über 0 °C nach der Gleichung:
{\displaystyle \mathrm {CH_{3}{-}NCO+H_{2}O\longrightarrow CO_{2}\uparrow +\ CH_{3}{-}NH_{2}} \uparrow }
und somit unter starker Volumenzunahme beziehungsweise Druckerhöhung durch Entstehung des gasförmigen Kohlenstoffdioxids und des hochentzündlichen und ebenfalls gasförmigen Methylamins.

### Qualitätsabweichungen
Zur Reaktion trug mutmaßlich außerdem bei, dass die Qualität des gelagerten MIC nicht spezifikationsgerecht war. Durch einen erheblich höheren Chloroformgehalt als spezifiziert (etwa 20 statt 0,5 Prozent) und die durch die exotherme Reaktion bedingte Temperatur von 100 bis 200 °C kam es offenbar zur Bildung von Salzsäure, die den Tank oberflächlich korrodieren ließ. Die freigewordenen Metallionen katalysierten ihrerseits weitere exotherme Nebenreaktionen zu den oben erwähnten Nebenprodukten.

### Eindringen des Wassers

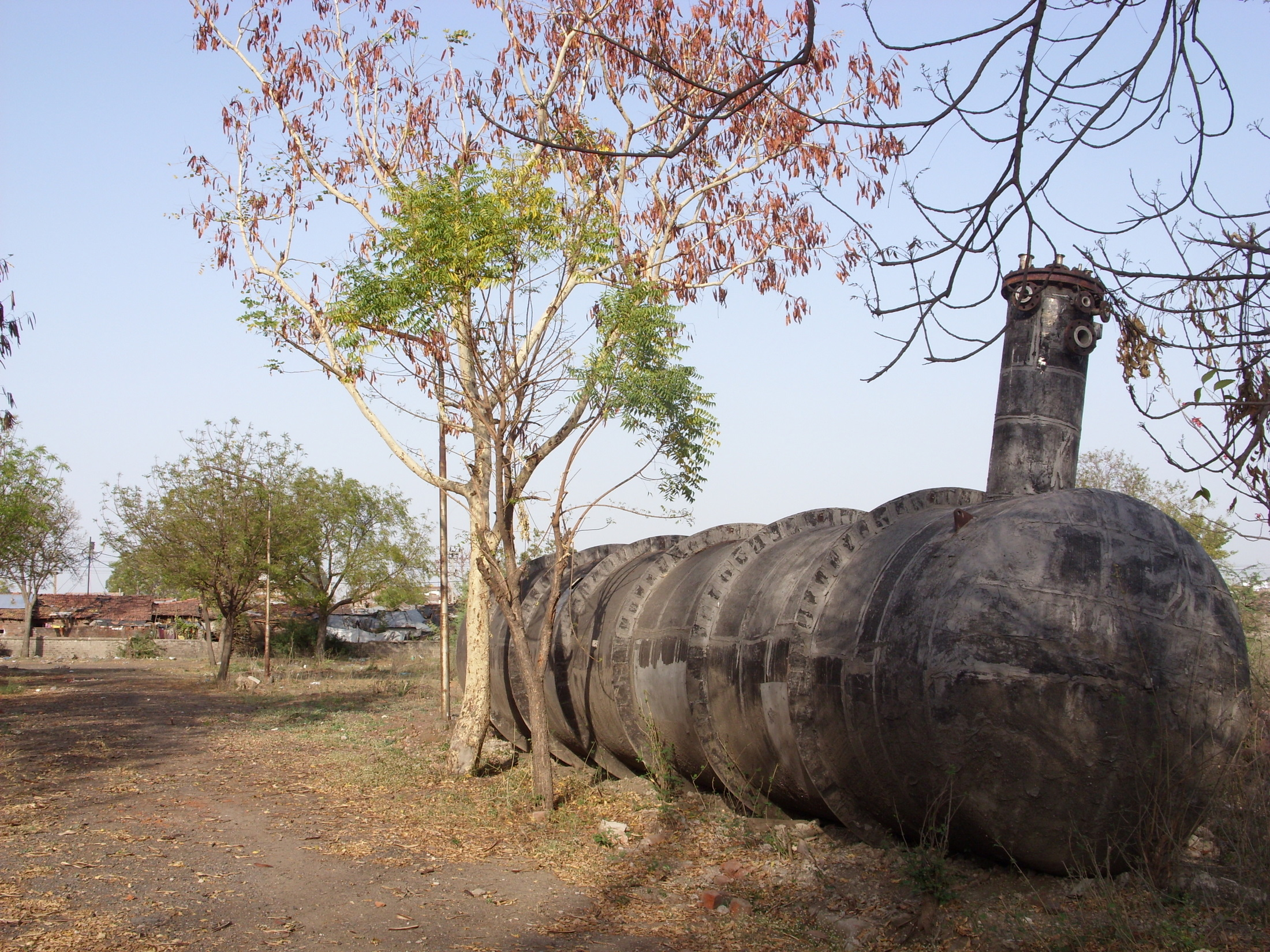
Der Tank 610, aus seinem Fundament herausgehoben, 2010

Der Grund für das Eindringen des Wassers konnte sowohl im Untersuchungsbericht der Union Carbide Corporation als auch dem Bericht der Gewerkschaften nicht abschließend geklärt werden. Es gibt drei diskutierte Hypothesen:
- Verwechslung einer Wasserleitung mit einer Stickstoffleitung
- Eindringen durch undichte Ventile beim Spülen von Leitungen
- Absichtliche Einleitung zur einfachen Erhöhung des Drucks in Tank 610

Die abgesperrten Wasserleitungen wurden nicht durch eine zusätzliche Sperrscheibe im Flansch gesichert.

### Nichtfunktion der Sicherungssysteme

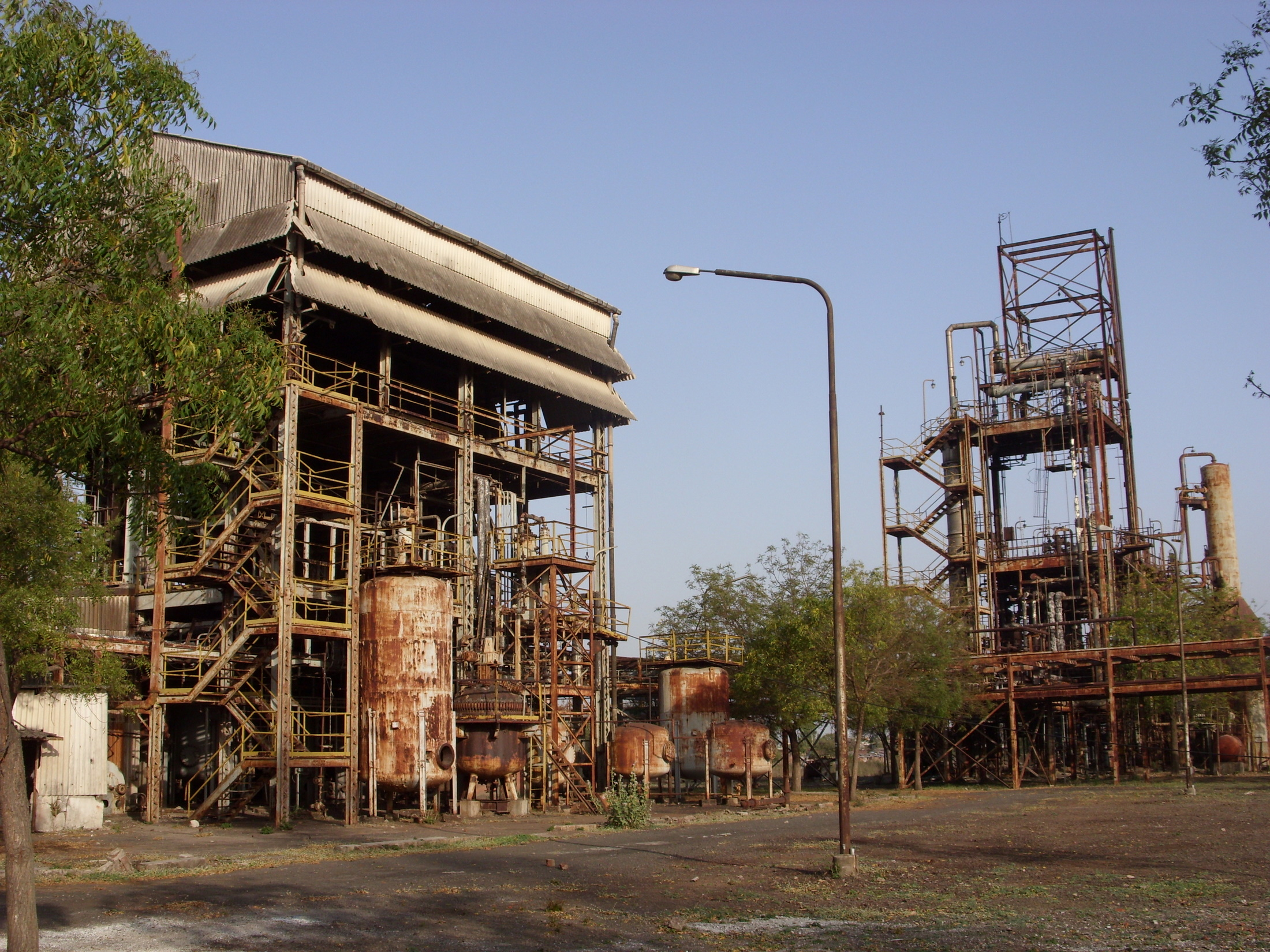
Das verlassene Gelände der Union-Carbide-Fabrik in Bhopal

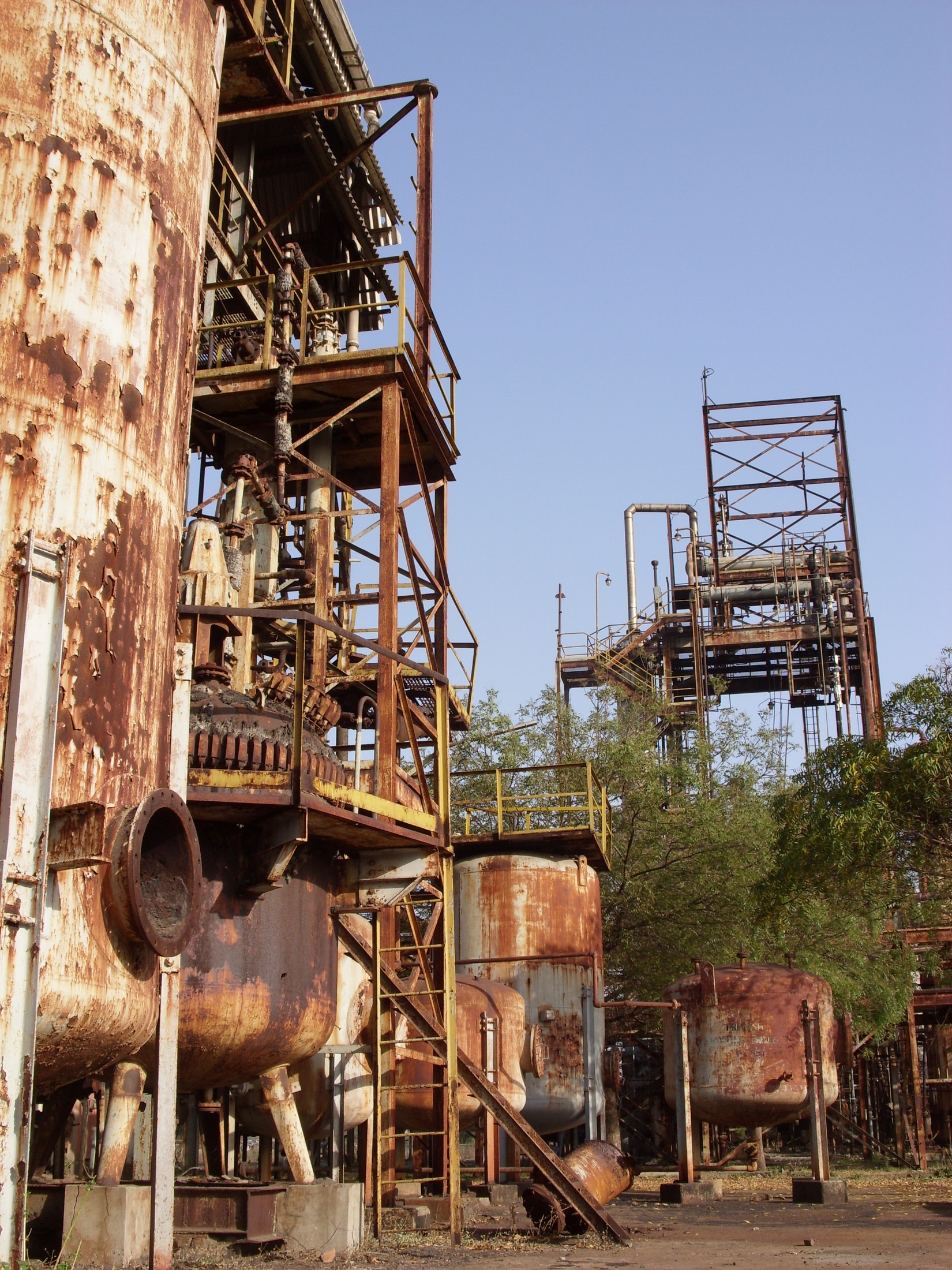
In der ehemaligen Union-Carbide-MIC-Fabrik

Obwohl zur Sicherung der Lagerung des MIC bei 0 °C ein separates Kühlsystem installiert war, wurde dies etwa fünf Monate vor dem Unfall abgeschaltet; nach nicht weiter verifizierbarer Quellenlage möglicherweise, weil die verwendeten Fluorchlorkohlenwasserstoffe anderweitig benötigt wurden. Ein Natronlaugenwäscher zur Beseitigung auftretender Gase war nachweisbar nicht funktionsbereit. Eine Gasfackel zur Beseitigung von aus dem Wäscher austretenden Gasen war seit drei Monaten abgeschaltet, und die Verbindungsrohre zwischen ihr und dem Wäscher waren offenbar aus Wartungsgründen demontiert. Wasserfontänen um die Anlage erreichten nicht die notwendige Höhe. Alle diese Sicherungssysteme wären allerdings selbst bei einwandfreier Funktion nicht im Entferntesten geeignet gewesen, einen derartigen Störfall abzufangen.
Die offiziellen Berichte geben Anlass zur Vermutung, dass außerdem das Anlagenpersonal reduziert und die Sicherheitsausbildung aus Kostengründen stark vernachlässigt gewesen seien. Die Alarmsirene sei zunächst abgeschaltet worden, um die Bevölkerung nicht zu beunruhigen. Schließlich seien die Tanks an Standards westlicher Industrienationen gemessen zu groß und überfüllt gewesen. Der Füllstand lag zum Zeitpunkt der Katastrophe zwischen 70 und 87 Prozent. Vergleichbare Anlagen arbeiten mit Tanks unter 20.000 Litern und mit einer maximalen Füllmenge von 50 Prozent der Gesamtkapazität. Mitverantwortlich für die hohe Anzahl der Opfer ist auch die Tatsache, dass die meisten Betroffenen in Richtung des Krankenhauses flohen und somit mitten in die Wolke hinein; Katastrophenpläne existierten nicht.
Für die Sicherheitsmängel in Bhopal und die daraus resultierenden Folgen wurde bis 2010 niemand persönlich vor der Justiz zur Verantwortung gezogen. Der damalige Vorstandsvorsitzende von Union Carbide, Warren Anderson, der nach der Giftgaskatastrophe aus den USA nach Indien geflogen und unmittelbar nach seiner Ankunft verhaftet worden war, kam gegen eine Kaution von 2000 Dollar frei und entzog sich einer möglichen Bestrafung durch Flucht in die USA.
In der Folge der Unglücke von Bhopal und Seveso wurden international die Sicherheitsstandards verschärft.

## Die Opfer

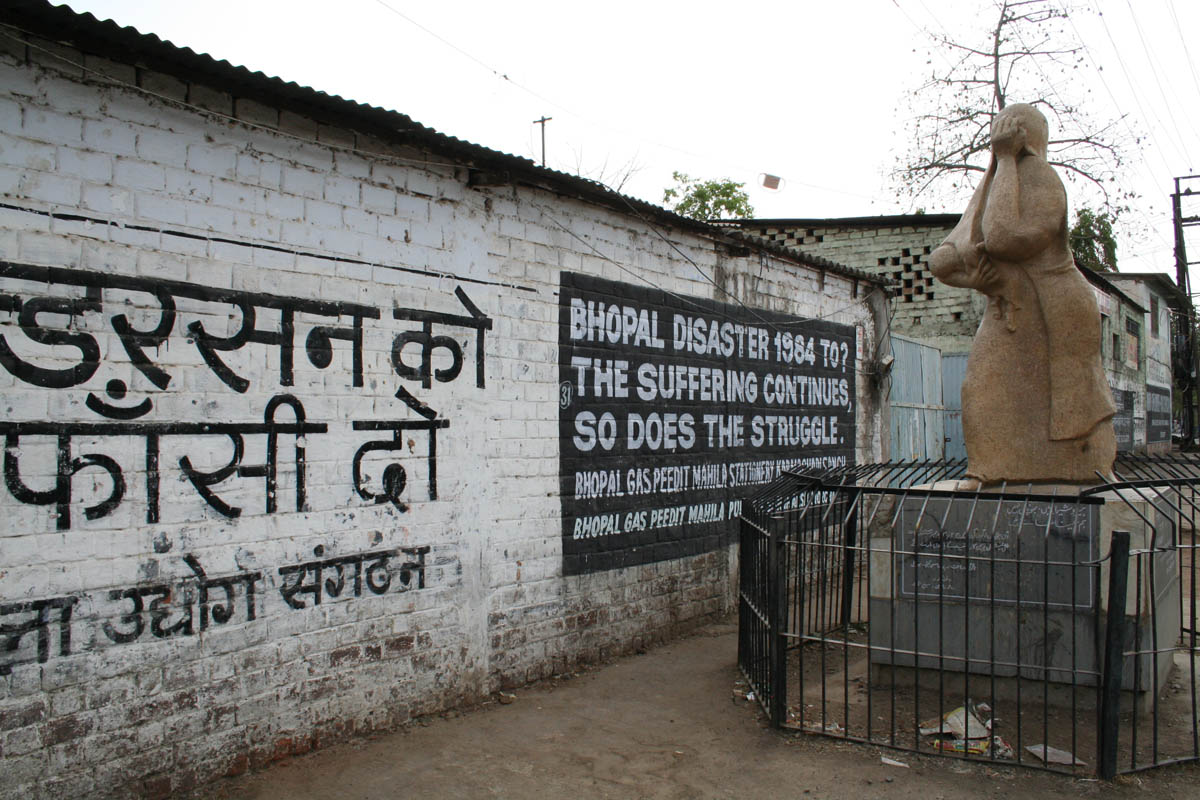
Mahnende Wandmalerei in Bhopal (2008)

Schätzungen der Opferzahlen reichen von 3800 bis 25.000 Toten durch direkten Kontakt mit der Gaswolke sowie bis zu 500.000 Verletzten, die mitunter bis heute unter den Folgen des Unfalls leiden. Die zum Teil großen Abweichungen der Schätzungen erklären sich vor allem aus der ungenauen Kenntnis über die Zahl der Einwohner des betroffenen Elendsviertels in dieser Zeit. Es lebten damals etwa 100.000 Menschen in einem Radius von einem Kilometer rund um die Pestizidfabrik. Die indischen Behörden hatten die Ansiedlung rund um die bestehende Fabrik zunächst geduldet, später sogar mit der Übertragung des Landes an die Bewohner legalisiert. Tausende erblindeten, Unzählige erlitten Hirnschäden, Lähmungen, Lungenödeme, Herz-, Magen-, Nieren-, Leberleiden und Unfruchtbarkeit. Später kamen Fehlbildungen an Neugeborenen und Wachstumsstörungen bei heranwachsenden Kindern hinzu. Zur Erforschung der Langzeitfolgen können Methoden der Epidemiologie eingesetzt werden, wie es auch bei anderen Katastrophen, wie z. B. der Nuklearkatastrophe von Tschernobyl oder dem Chlorgasunfall in Graniteville in South Carolina, geschieht.

## Mangelnde Haftung

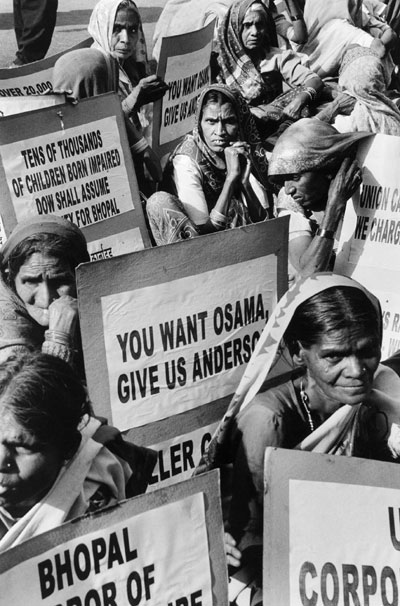
Demonstration der Opfer der Katastrophe

Union Carbide hatte das Chemiewerk aus finanziellen Gründen in ein Niedriglohnland mit niedrigen Sicherheitsvorschriften verlegt. Die indische Regierung verlangte 3 Milliarden US-Dollar Schadensersatz vom Unternehmen, welches dagegen Rechtsmittel einlegte. Die Firma zahlte nach langwierigen Verhandlungen und gegen Verzicht auf Strafverfolgung letztlich durch ein am 14. Februar 1989 vom Obersten Gericht Indiens gefälltes Urteil 470 Millionen Dollar (damaliger Jahresumsatz der Firma: 9,5 Milliarden Dollar) an den indischen Staat, der das Geld jedoch nur in geringen Teilen für die Opfer aufwendete. Weitere 250 Millionen US-Dollar zahlten Versicherungen. Viele Betroffene leiden noch heute unter den Folgen der Verletzungen und Vergiftungen. Ein Grund dafür ist auch, dass sich Dow Chemical bis heute weigert, das von Union Carbide ehemals genutzte Industriegelände von den hochgiftigen Überresten zu befreien und so den Gifteintrag in Luft und Grundwasser zu beenden. Dies wird damit begründet, dass die von Dow Chemical 2001 aufgekaufte Union Carbide Corporation ihren Anteil von 50,9 Prozent an der Union Carbide India bereits 1994 verkauft hatte. Die Sanierung des mit Quecksilber und krebserregenden Chemikalien vergifteten Geländes ist bis heute nicht erfolgt, obwohl nach einer Greenpeace-Studie die Kosten lediglich in der Größenordnung von 30 Millionen Dollar lägen. Alle Auslieferungsgesuche der indischen Regierung für den zum Zeitpunkt des Unglückes amtierenden Vorstandsvorsitzenden von Union Carbide, Warren Anderson, wurden von den USA abgelehnt.

## Sanierung und strafrechtliche Aufarbeitung
Am 7. Juni 2010 – mehr als 25 Jahre nach dem Unglück – wurden erstmals acht leitende Angestellte der Betreiberfirma UCIL von einem indischen Gericht der fahrlässigen Tötung für schuldig befunden und zu jeweils zwei Jahren Haft auf Bewährung und einer Geldstrafe in Höhe von umgerechnet 1800 Euro verurteilt.
Erst seit 2014 werden die an das Werk angrenzenden Wohngebiete mit Trinkwasser aus einer entfernten Quelle versorgt. Dafür war ein Urteil des Obersten Gerichtshofs Indiens erforderlich. Die Wasserleitungen sind jedoch ungenügend verlegt, so dass nach Regenfällen kontaminiertes Umgebungswasser eindringt. Anschließend ist auch dieses Wasser belastet.
Die zuständigen Behörden des Bundesstaates machen seit dem Unfall immer wieder Versprechungen, die kontaminierte Umgebung sanieren zu wollen. Bis 2017 erfolgten lediglich oberflächliche Maßnahmen.
Über 40 Jahre nach der Katastrophe wurden Anfang Januar 2025 schließlich 337 Tonnen Giftmüll vom Unglücksort zur Entsorgung abtransportiert, nachdem ein Gericht im vergangenen Monat eine Frist von vier Wochen für die Entsorgung gesetzt hatte. Die hochgiftigen Abfälle wurden in dichte Säcke gepackt, diese in Container verladen und mit 12 versiegelten Lastkraftwagen nachts über eine Strecke von ungefähr 240 Kilometer in die südwestlich gelegene Stadt Pithampur gebracht. Eine Polizeieskorte, Krankenwagen, Feuerwehrwagen und eine schnelle Eingreiftruppe begleiteten den Konvoi der Lastkraftwagen, der mit einer kontrollierten Geschwindigkeit von 40–50 Kilometern pro Stunde fuhr. In einer Anlage in Pithampur sollen die gefährlichen Abfälle im Laufe der nächsten neun Monate verbrannt werden.

## Rundfunkberichte
- Hellmuth Nordwig: Geschichte aktuell: Katastrophe ohne Ende. Deutschlandfunk Hintergrund, 3. Dezember 2009
- 30 Jahre Bophal, Eine Chemiekatastrophe ohne Ende. Deutschlandfunk, 3. Dezember 2014

## Verfilmung
- Shiv Rawail: The Railway Men. Miniserie. Produziert von Yash Raj Films. Indien. 2023